# Ropalidia bidens
Ropalidia bidens är en getingart som beskrevs av Vecht 1996. Ropalidia bidens ingår i släktet Ropalidia och familjen getingar. Inga underarter finns listade i Catalogue of Life.